# فرد إيوينغ لويس
فرد إيوينغ لويس (بالإنجليزية: Fred Ewing Lewis)‏ هو محامي وسياسي أمريكي، ولد في 8 فبراير 1865 في ألينتاون في الولايات المتحدة، وتوفي بنفس المكان في 27 يونيو 1949. حزبياً، نشط في الحزب الجمهوري. وقد انتخب عضو مجلس النواب الأمريكي.